# Fritz Wunderlich
Fritz Wunderlich (eredeti nevén Friedrich Karl Otto Wunderlich) (Kusel, 1930. szeptember 26. – Heidelberg, 1966. szeptember 17.)  német lírai tenor énekes. 
Anyja hegedűművész, ötéves korában elvesztett apja kórusvezető volt. Nehéz gyermekkora volt, már fiatalon egy pékségben dolgozott. A történet szerint itt kezdett el énekelni, a szomszédok és a járókelők látták meg benne elsőként a tehetséget. Ösztöndíjat szerzett a freiburgi konzervatóriumba, ahol kürt- és énektanulmányokat folytatott. 
Pályája kezdetén Mozart-szerepeket énekelt, később rengeteg lírai tenor szerepet elénekelt. Kristálytiszta hangja és kiforrott, intelligens interpretációja képessé tette Schubert és Schumann magas szintű közvetítésére. Együttműködött Hubert Giesen zongoristával. 
Akkoriban általában nem eredeti nyelven énekeltek az operákban, így felvételeinek nagy része németül maradt ránk. 
Ígéretes pályafutásának egy baleset vetett véget: Oberderdingenben lezuhant barátja házának lépcsőjéről, és a heidelbergi egyetemi klinikán, néhány nappal a 36. születésnapja előtt elhunyt.